# Paris Canaille (album)
Pour les articles homonymes, voir Paris Canaille.
Albums de Léo Ferré
Chansons de Léo Ferré
(1954)
Paris-Canaille est le premier album studio de Léo Ferré. Il paraît chez Odeon en 1953. Sans titre à l'origine, il est désormais identifié par celui de la chanson la plus célèbre de l'album.

## Historique
Le 10 avril 1953, Léo Ferré entre en studio pour sa première séance d'enregistrement chez Odeon. Il grave sous l'égide de l'arrangeur Jean Faustin les chansons Judas, Paris-Canaille , Monsieur William, Notre amour et La Chambre, dans une version qui n'a pas été à ce jour retrouvée. 
Le 29 avril, Ferré grave une seconde version de La Chambre, qui est celle qui nous est parvenue. Il grave également Martha la mule et Les Grandes Vacances, qui seront publiées uniquement en 78 tours, Les Cloches de Notre-Dame, Vitrines et la chanson ...Et des clous, écrite pour être interprétée par Barbara Laage dans le film L'Esclave d'Yves Ciampi, sorti en septembre de la même année.
Dès ce premier 33 tours 25cm Ferré chante un grand poète, en la personne de Guillaume Apollinaire (Le Pont Mirabeau).

## Réception et postérité
- Catherine Sauvage reste l'interprète emblématique de Paris-Canaille mais cette chanson a aussi été interprétée par Renée Lebas (sa première interprète au disque), Colette Renard, Juliette Gréco, Yves Montand (alors qu'il l'avait refusée initialement quand Ferré était venu lui apporter), Marc Ogeret et plus récemment Isabelle Aubret[Quand ?]. Les interprètes contemporains semblent moins s'y intéresser[réf. nécessaire] (à l'exception de Zaz dans son album dédié à Paris en 2014).

- Si Paris-Canaille est le « tube » de l'album, sur la durée c'est Monsieur William qui s'est imposée comme un standard. Cette chanson, d'abord créée au disque par Marc et André (1950), a été chantée notamment par Catherine Sauvage (1952), Les Frères Jacques (1953), Philippe Clay (1961), Serge Gainsbourg (à la télévision, 1968), Jean-Roger Caussimon lui-même (1970), Philippe Léotard (1994), Michel Hermon (1998), Manu Lann Huel, Christophe Bell Œil (2003), Gianmaria Testa (2007), Bernard Lavilliers (2009), Annick Cisaruk (2010).

- La Chambre a été créée au disque par Yvette Giraud en 1947, puis reprise par Jacques Douai en 1957 et 1973, lequel Jacques Douai interprète aussi Notre amour.

- Le Pont Mirabeau a été créée au disque par Yvette Giraud (1952), puis reprise par Simone Langlois, Cora Vaucaire et enfin Anne Sofie von Otter (2013).

- Catherine Sauvage reprend Les Cloches de Notre-Dame (chantée par Michèle Arnaud en 1953), ... Et des clous et Vitrines en 1954, ce qui élève en tout et pour tout à cinq le nombre de chansons de cet album reprises par elle. Sauvage sera la plus fidèle et abondante interprète féminine de Léo Ferré.

## Titres
Textes de Léo Ferré, sauf spécification contraire. Musiques de Léo Ferré.
| 1. | Monsieur William | Jean-Roger Caussimon  | 3:39 |
| 2. | La Chambre       | René Baer             | 2:58 |
| 3. | Vitrines         |                       | 4:30 |
| 4. | Le Pont Mirabeau | Guillaume Apollinaire | 2:55 |

| 5. | Judas                     | 2:41 |
| 6. | Notre amour               | 2:46 |
| 7. | ...Et des clous           | 2:17 |
| 8. | Les Cloches de Notre-Dame | 2:10 |
| 9. | Paris-Canaille            | 3:18 |

La réédition CD de 2004 adjoint deux titres contemporains (Martha la mule et Les Grandes Vacances), diffusés de façon confidentielle en 78 tours, ainsi que le générique instrumental composé par Ferré pour son émission radiophonique hebdomadaire Musique byzantine.

## Production
- Arrangements et direction d'orchestre : Jean Faustin
- Prise de son : ?
- Production exécutive : Édouard Dory
- Crédits visuels : Max Brunel (illustration), Serge Jacques (photographie)